# Althepus tanhuang
Althepus tanhuang is een spinnensoort uit de familie Psilodercidae. De wetenschappelijke naam van de soort werd voor het eerst geldig gepubliceerd in 2018 door Li en Li.